# イワン・シャヴロフ
イワン・エゴロヴィッチ・シャヴロフ（ロシア語: Иван Егорович Шавров、1916年3月14日 - 1992年4月29日）は、ソビエト連邦の軍人。

## 経歴
1916年3月14日にロシア帝国のヴィテブスク州シャブニ村（現在のヴィテブスキー地区）に誕生した。1935年11月から赤軍に所属する。1938年に装甲戦車学校を卒業し、機械化連隊で小隊長として勤務した。1941年に労農赤軍機械化・自動車化軍事アカデミーを卒業した。
1941年6月の独ソ戦時に大隊先任副官、戦車旅団参謀次長、参謀長、ドン戦線装甲戦車・機械化兵司令官局参謀部作戦課長を歴任した。1943年2月から第4親衛戦車軍参謀部作戦課長、同年6月から戦車軍団参謀長となった。
終戦後は1948年に参謀本部軍事アカデミーを卒業し、1953年11月から1956年4月まで師団長であった。1957年12月から1960年3月まで駐ドイツソビエト軍集団副総司令官、1963年10月から沿バルト軍管区第一副司令官、1967年5月からレニングラード軍管区司令官となった。1968年に参謀本部軍事アカデミー附属高等学術課程を修了し、1973年2月から参謀本部軍事アカデミー校長、同年11月に上級大将となった。1978年8月からワルシャワ条約機構統合軍総司令官事務局で勤務した。1970年6月から1974年6月まで第8期最高会議代議員、1971年3月から1976年2月まで党中央委員会委員となった。
1992年1月に退役し、同年4月29日にモスクワにて、76歳で死去した。